# Fort de Pierre-Levée
Le fort de Pierre-Levée (mieux connu localement sous le nom de « la Citadelle » ou simplement « le fort ») est un fort du XIXe siècle situé sur l'île d'Yeu (Vendée), non loin du bourg de Port-Joinville. Il a été le lieu de détention de Philippe Pétain après guerre. Il est classé à l'inventaire des monuments historiques depuis 1984.

## Historique
Fortification classique de l'architecture militaire du XIXe siècle, il a été bâti de 1858 à 1866 et était prévu pour loger quatre cents soldats et leurs officiers. Son nom de « Pierre-Levée » vient du fait qu'un grand menhir était en place sur la colline où se trouve actuellement le fort. Cette colline fut rasée pour y construire le fort, et le menhir fut déplacé sur le port, où il a été mis en pièces par les habitants pour construire leurs maisons.
Le fort succède aux anciennes Fortifications de Pierre Levée (figurant sur le cadastre napoléonien) qui s'étendaient sur toute la superficie du bois de Pierre-Levée. Ces fortifications formaient un quadrilatère, et étaient constituées de quatre bastions, d'une flèche (en) et une lunette.
À partir de 1871, le fort servit tour à tour de caserne et de prison d'État. Après-guerre, Philippe Pétain (1856-1951), ancien chef de l'État Français, y fut interné. Condamné à mort en août 1945, sa peine fut commuée en prison à perpétuité par le général de Gaulle. Il fut d'abord interné au fort du Portalet dans les Pyrénées puis transféré en novembre 1945 au fort de la Citadelle. Il y resta jusqu'en juin 1951 où, pour raison de santé, il fut autorisé à résider non loin de là, dans une maison de la bourgade de Port-Joinville où il meurt quelques semaines plus tard. 

Le fort se situe au centre de L'Île-d'Yeu.

Le fort est inscrit à l'inventaire des Monuments historiques depuis le 28 décembre 1984. Il doit son nom au menhir dit Pierre-Levée, qui fut le plus grand mégalithe de ce type sur l'île et se dressait à proximité.
Dans les années 1960, le fort devint une colonie de vacances. C'est en 1964 que fut construit le bâtiment au fond de la cour qui sera le réfectoire.
Aujourd'hui, la citadelle sert de lieu de loisirs et de abrite plusieurs associations de l'île comme des salles de musique, différents clubs (pétanque, chorales, musculation, chasse, pêche, photo…), et la radio associative locale Neptune FM depuis 1992. Le festival "Viens dans mon île" y regroupe trois soirs par an depuis 2013 près de 2 500 festivaliers.

## Le chapiteau

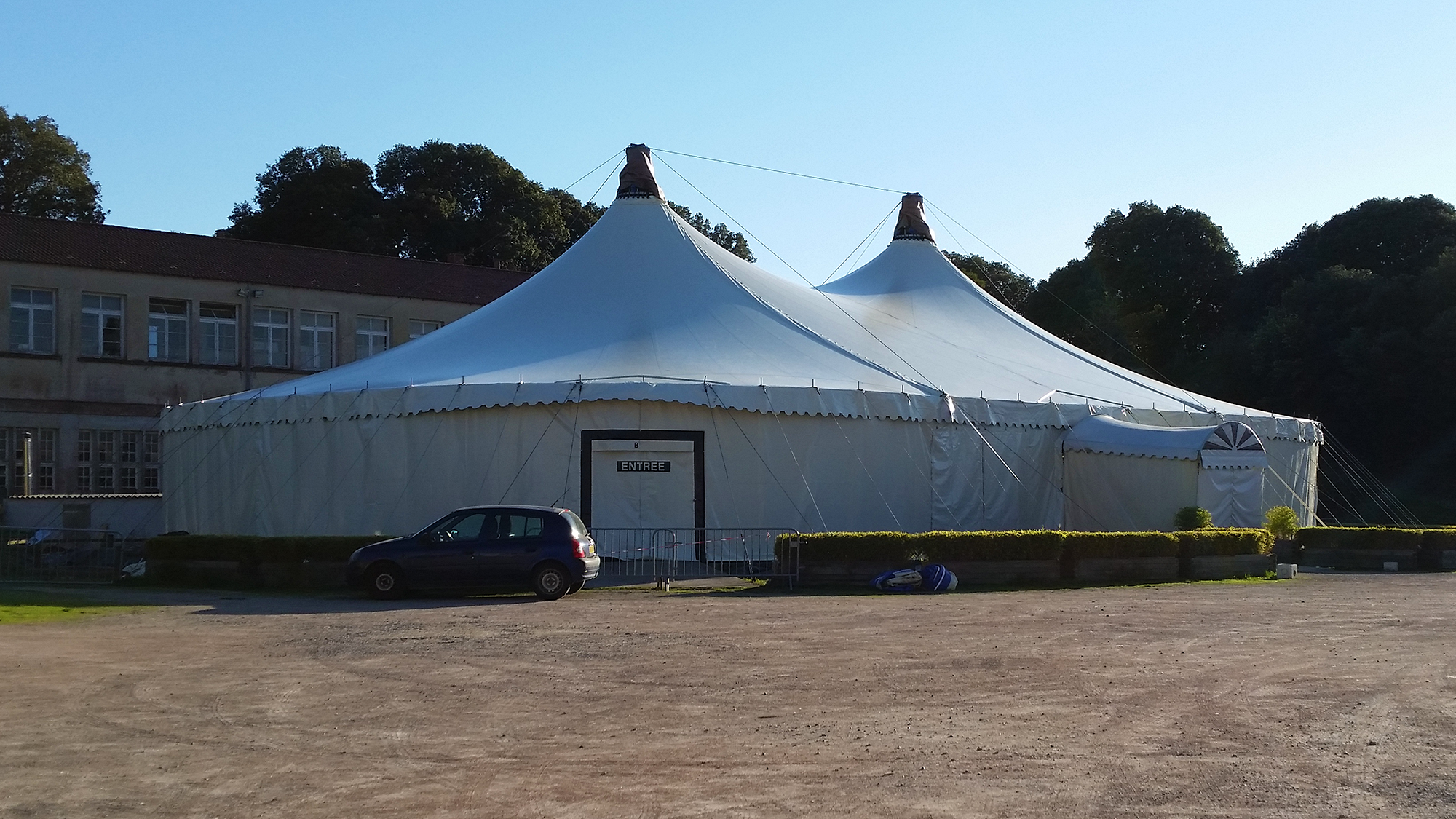
Le chapiteau de la citadelle en septembre 2015.

En 2005 le « Casino » (anciennement « les Cytises »), la salle des fêtes de l'île à Port-Joinville, est en pleine rénovation. Pour pallier son absence, la mairie décide de monter un chapiteau dans la cour du fort. Sa toile est changée en septembre 2015.
Une fois la rénovation de la salle des fêtes terminée, devant la multiplication des spectacles, mariages et autres animations requérant un espace supplémentaire, le chapiteau est finalement conservé et sert de deuxième salle des fêtes municipale.